# 弁護士ドットコム
弁護士ドットコム（べんごしドットコム）は、日本の法律ポータルサイトおよびその運営会社。弁護士のマーケティング活動を支援する無料法律相談や法律事務所の検索サービスを提供している。

## 概要
匿名ユーザが質問を投稿すると、登録弁護士が得意分野に応じて回答する仕組みとなっている。弁護士との会話も公開され、他のユーザが参考にすることができ、無料で利用することができる。
2005年にアンダーソン・毛利法律事務所出身の弁護士・元榮太一郎によって、オーセンスグループ株式会社として創業、弁護士ドットコムの運営を開始する。創業のきっかけについては、東洋経済のインタビューに対して、学生時代に交通事故を起こした際に高額な相談料を取られるのではないかと不安に感じた経験から、「法律をもっと身近に感じることができるサービス」を作ろうと着想したことであるとしている。
設立当初は消費者金融業者の過払金問題が発生しており、弁護士需要が高かったことから、売上は低迷、8期連続で赤字となるも、過払金問題が一段落し弁護士過剰問題がクローズアップされるとともに、弁護士のインターネット広告が解禁されると、弁護士ドットコムの法律相談に集まる顧客を獲得する目的で弁護士によるサイトの需要が急増。登録弁護士の増加を待って、登録弁護士向け有料サービスを開始し、黒字化した。
2012年に、Yahoo! JAPANと連携したニュースメディア「弁護士ドットコムトピックス」（現在の「弁護士ドットコムニュース」）を開始、ソーシャルメディアでの拡散を通じて、アクセス数増加に繋がった。2013年には、朝日新聞社出身でJ-CASTニュースやニコニコニュースで編集長を歴任した亀松太郎を編集長に迎えてニュース記事を強化。月100本以上の記事を配信し、月間サイト訪問者数は2014年現在、661万人に及ぶ。現在はハフィントンポストやBLOGOSにも記事を提供している。社会で話題となっているニュースなども取り扱い、1,000から1,500字と読みやすく、後半部分には弁護士の法的観点からの解説を入れる体裁を取っており、読者が普段から法律に親しみを持てる内容とする工夫がされている。
2014年9月現在、全国の弁護士の5分の1を超える約9,200人の登録弁護士、約3万4000人の課金ユーザを抱える日本最大級の法律サイトとなっており、2015年には月間サイト訪問者数は850万人を越え、有料会員数が6万人となっている。
2014年3月には「税理士ドットコム」の運営も開始。
2014年12月11日、東京証券取引所マザーズに上場した。
2015年10月、印刷、押印、郵送なしで個人も法人もオンラインで契約することができるサービス「クラウドサイン」をリリースするなどサービスを多方面に展開し始める
2019年5月13日に著作権侵害コンテンツに対して、検索・取り下げ申請出来るサービス「弁護士ドットコムRights」を開始した。
2020年4月、同社が提供する電子契約サービス「クラウドサイン」の導入企業数が8万社を突破。
2020年9月、同社が提供する電子契約サービス「クラウドサイン」の導入企業数が10万社を突破。
2020年9月18日、代表取締役会長であり参議院議員の元榮太一郎が財務大臣政務官に任命されたため、代表取締役会長を退任。国務大臣、副大臣及び大臣政務官規範（大臣規範）の規定により営利企業の役職員の兼職を禁じている。
2020年10月、登録弁護士数が2万人を突破（国内弁護士の約半数が登録したことになる）
2021年1月、同社が提供する電子契約サービス「クラウドサイン」の導入企業数が13万社を突破。
2021年2月5日、クラウドサインが行政（官公庁・地方公共団体）との契約等でも利用可能な電子契約に（クラウドサインが電子署名法上の電子署名に該当すること、および契約事務取扱規則に定める電子情報処理組織に該当することにつき確認を求めた結果、同法令を所管する総務省・法務省・経済産業省・財務省より、事業者署名型電子契約サービスとして日本で初めて、これらに該当することが確認）
2021年2月12日、弁護士ドットコムと東京都が実証実験を開始。クラウドサインによる実効性の高い「はんこレス」を検証
2021年2月、同社が提供する電子契約サービス「クラウドサイン」の導入企業数が14万社を突破。
2021年5月、同社が提供する電子契約サービス「クラウドサイン」の累計送信件数が500万件を突破。（業界2位と言われるGMOサインは200万件台 *決算短信より）
2021年8月、富士キメラ総研が刊行した市場調査レポート「ソフトウェアビジネス新市場 2021年版」（以下「富士キメラ総研調査」）において、「クラウドサイン」が、有償プランでの導入企業数となる市場占有率（数量）で電子契約ツールの市場シェアNo.1を獲得。（業界2位と言われるGMOサインは、受信相手の強制ユーザー登録を実施しており、相手先の個人を入れるとGMOサインがNO1である）
2021年12月3日、電子契約サービスの「クラウドサイン」が総合行政ネットワークLGWAN-ASPへ対応。
2021年12月、電子契約サービスの「クラウドサイン」が、電子契約サービスとして初となる 「政府情報システムのためのセキュリティ評価制度（ISMAP）」に登録　※政府が求めるセキュリティ要求を満たしているサービスであると認定されたこととなる

## テレビ番組
- 日経スペシャル カンブリア宮殿 お困りごとをスッキリ解決！ 新時代ビジネスの全貌（2021年2月11日、テレビ東京）- 弁護士ドットコム社長 内田陽介出演[17]。

## 書籍

### 関連書籍
- 『弁護士ドットコム 困っている人を救う僕たちの挑戦』（著者:元榮太一郎 上阪徹）（2015年1月17日、日経BP社）ISBN 9784822250621
- 『「いいね！」を強要する上司に慰謝料を請求できるのか？ 働くみんなの法律相談』（著者:弁護士ドットコム）（2015年5月2日、扶桑社 扶桑社新書）ISBN 9784594072568
- 『困ったときは、この弁護士に聞け！みんなの弁護士207人 首都圏(2016-2017年版) ＜18カテゴリー＞得意分野と取扱い事例を紹介』（著者:弁護士ドットコム）（2015年12月1日、南々社）ISBN 9784864890434
- 『不倫したい男、離婚したい女が読む本』（著者:弁護士ドットコム）（2015年12月11日、プレジデント社）ISBN 9784833474665
- 『マンガで解決！パワーハラスメント 企業コンプライアンス編(1) 弁護士ドットコムの「身近なトラブル相談室」』（シナリオ:龍造寺慶、作画:岡田鯛、監修:弁護士ドットコム（田上嘉一 澤田直彦））（2020年4月30日、双葉社）ISBN 9784575315479
- 『マンガで解決！セクシュアルハラスメント 企業コンプライアンス編(2) 弁護士ドットコムの「身近なトラブル相談室」』（シナリオ:龍造寺慶、作画:岡田鯛、監修:弁護士ドットコム（田上嘉一 澤田直彦））（2020年7月2日、双葉社）ISBN 9784575315561
- 『マンガで解決！男の離婚 弁護士ドットコムの「身近なトラブル相談室」』（シナリオ:末田雄一郎、作画:三森公政、監修:弁護士ドットコム（田上嘉一 澤田直彦））（2020年11月11日、双葉社）ISBN 9784575315844
- 『マンガで解決！ブラック企業 企業コンプライアンス編(3) 弁護士ドットコムの「身近なトラブル相談室」』（シナリオ:龍造寺慶、作画:岡田鯛、監修:弁護士ドットコム（田上嘉一 澤田直彦））（2021年3月17日、双葉社）ISBN 9784575316148
- 『弁護士ドットコムのまんがでわかる みんなの相続』（シナリオ:末田雄一郎、作画:鎌田洋次監修:弁護士ドットコム（田上嘉一 澤田直彦））（2022年9月15日、双葉社）ISBN 	9784575317435